# Haut tribunal administratif de Prusse

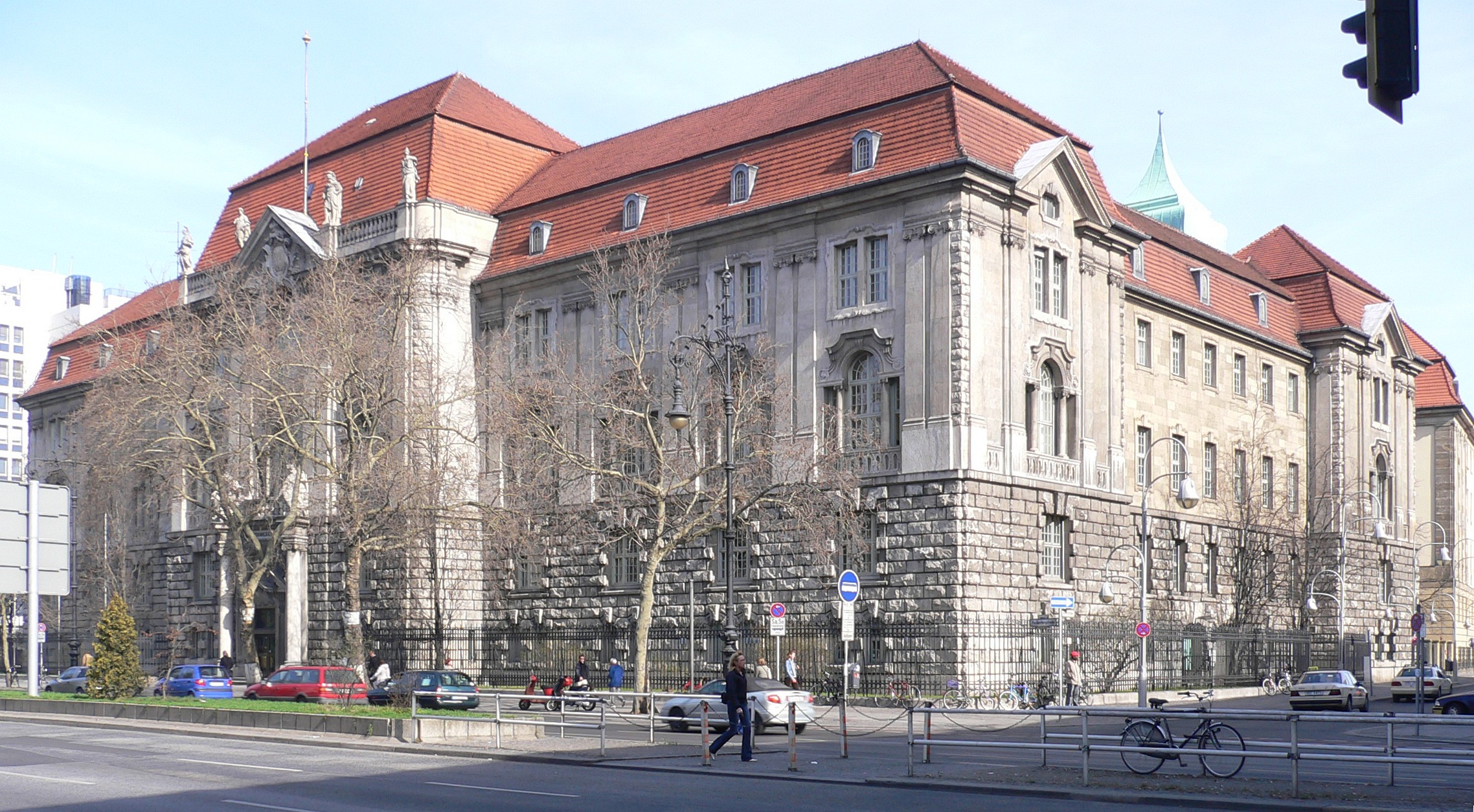
L'ancien bâtiment du Haut tribunal administratif de Prusse. Aujourd'hui, l'édifice accueille le tribunal administratif commun de Berlin et du Brandebourg.

Le Haut tribunal administratif de Prusse (en allemand : Preussisches Oberverwaltungsgericht, PrOVG) était la plus haute juridiction administrative de Prusse de sa création le 3 juillet 1875 jusqu'à sa disparition en 1945. Elle a joué un rôle très important dans la construction du droit administratif allemand.

## Histoire
Une juridiction administrative dans les pays allemands existe depuis l'année 1863, date à laquelle le premier tribunal administratif est institué à Karlsruhe en Bade.
Par sa jurisprudence, le Haut tribunal administratif de Prusse a notamment précisé le droit de la police générale et les limites de l'exercice par l'administration de son pouvoir discrétionnaire dans le Rechtsstaat (« État de droit »). Il était encore favorable à un principe général de motivation pour certaines décisions administratives.

## Dispositions dans la Constitution de l'État libre de Prusse
Deux alinéas de l'article 12 de la Constitution de l'État libre de Prusse en font référence :
- 2. Le tribunal de vérification des pouvoirs est composé de membres de la Diète, élus par elle pour la durée de la période législative, et de membres du tribunal administratif suprême que la présidence de cette juridiction désigne pour le même laps de temps.

- 4. En dehors des débats devant le tribunal de vérification, la procédure est conduite par un des membres de la cour appartenant au tribunal administratif suprême. Ce membre ne peut faire partie du collège qui connaît sur le fond de l'affaire.

## Présidents

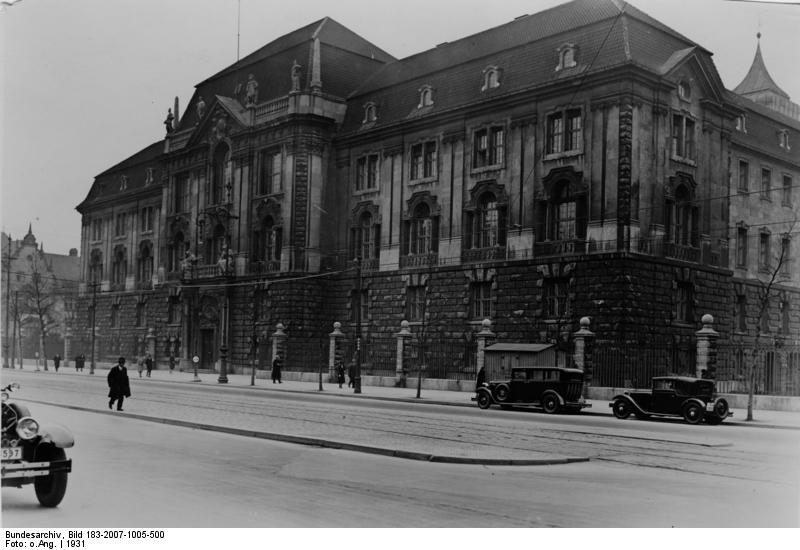
Le tribunal en 1931.

- 1875-1902 : Paul Persius (de)
- 1902-1907 : Johannes Peters (de)
- 1908-1914 : Rudolf von Bitter
- 1914-1921 : Paul von Herrmann (de)
- 1921-1937 : Bill Drews